# Antonina
Antonina – imię żeńskie; żeński odpowiednik imienia Antonin; uformowany przy użyciu przyrostka -inus, -ina, oznaczającego przynależność lub pochodzenie, przydomek od nazwy rodowej rodu Antoniuszów. W Polsce Antonina pojawiła się później niż obecna od średniowiecza Antonia; notowana jest co najmniej od 1637 roku. Wśród imion nadawanych nowo narodzonym dzieciom, Antonina w 2017 r. zajmowała 15. miejsce w grupie imion żeńskich. W całej populacji Polek Antonina zajmowała w 2017 r. 90. miejsce (43 462 nadań).
Zdrobnienia: Antosia, Tosia, Tonia, Nina (która stanowi także odrębne imię).  

## Antoninaimieninyobchodzi
- 25 lutego, jako wspomnienie bł. Antoniny de Angelis[5];
- 3 maja[6], jako wspomnienie św. Antoniny z Konstantynopola, wspominanej razem ze św. Aleksandrem[7];
- 4 maja, jako wspomnienie św. Antoniny, panny i męczennicy, zm. w Nicei w Bitynii (w jej kontekście można także odnaleźć nieprawidłową datę 1 marca)[8];
- 12 czerwca[6], jako wspomnienie bł. Marii Antoniny Kratochwil;

Niektóre kalendarze podają także datę 31 października, co może wynikać z pomyłki, odnoszącej się do obchodzonego w tym dniu wspomnienia św. Antonina.

## Odpowiedniki w innych językach
- łacina – Antonina
- język bułgarski – Антонина
- esperanto – Antoneta[10]
- język estoński – Antoniina
- język francuski – Antonine
- język litewski – Antanina
- język niemiecki – Antonina
- język rosyjski – Антонина
- język serbski – Антонина.

## Osoby noszące imię Antonina
- Antonina Adamowska-Szumowska – polska i amerykańska pianistka
- Antonina Barczewska – polska aktorka teatralna, filmowa i telewizyjna
- Antonina Błudowa – rosyjska działaczka filantropijna i oświatowa
- Antonina Campi – polska śpiewaczka operowa
- Antonina Choroszy – polska aktorka
- Antonina Domańska – polska pisarka
- Antonina Dziuban – polska nauczycielka, poseł IX kadencji
- Antonina Girycz – polska aktorka teatralna i filmowa
- Antonina Gordon-Górecka – polska aktorka
- Antonina Grygowa – polska działaczka polityczna i społeczna
- Antonina Hoffmann – polska aktorka
- Antonina Kawecka – polska śpiewaczka operowa, sopran
- Antonina Kłoskowska – polska socjolog
- Antonina Kriwoszapka – rosyjska lekkoatletka
- Antonina Krzysztoń – polska piosenkarka
- Antonina Leśniewska – polska farmaceutka, działaczka społeczna i oświatowa
- Antonina z Nicei – męczennica wczesnochrześcijańska
- Antonina Niemiryczowa – polska poetka późnego baroku
- Antonina Ostrowska – polska socjolog, profesor nauk humanistycznych
- Antonina Połtawiec – działaczka mniejszości polskiej na Litwie
- Antonina z Saksonii-Coburga-Saalfeld – niemiecka księżniczka, księżna Saksonii
- Antonina Sapieha – uczestniczka powstania warszawskiego, organizatorka ruchu turystycznego w Kenii
- Antonina Sielska – Polka odznaczona medalem Sprawiedliwy wśród Narodów Świata
- Antonina Szukiewicz – polska pianistka
- Antonina Taborowicz – polska lekkoatletka
- Antonina Wirtemberska – księżniczka wirtemberska, pisarka
- Antonina Zachara-Wnękowa – polska poetka
- Antonina Zamoyska – fundatorka Zakonu Kanoniczek Świeckich w Warszawie
- Antonina Zetowa – bułgarska siatkarka
- Maria Antonina Habsburżanka – córka cesarza Leopolda I, żona Maksymiliana II Emanuela, elektora bawarskiego
- Maria Antonina Wittelsbach – córka cesarza Karola VII Bawarskiego, żona Fryderyka Krystiana Wettyna, elektora saskiego
- Maria Antonina Austriaczka – córka cesarzowej Marii Teresy Habsburg, królowa Francji - żona Ludwika XVI Burbona
- Maria Antonina Burbon-Parmeńska – córka księcia Ferdynanda I Parmeńskiego, zakonnica w zakonie urszulanek
- Maria Antonina Czaplicka – polska etnografka i geografka
- Maria Antonina Portugalska – infantka Portugalii, księżna Parmy
- Katarzyna Antonina Sowińska – polska działaczka patriotyczna i charytatywna
- Maria Józefa Antonina Wittelsbach – cesarzowa cesarstwa niemieckiego
- Wierzchosława Antonina – księżniczka włodzimierska, księżna wyżgorodzka z dynastii Rurykowiczów